# Физикохимия
Физикохимията е наука, изучаваща дисперсни явления в химическите системи според принципите, методите и концепциите на физиката като движение, енергия, сила, време, термодинамика, квантова химия, механика, аналитична динамика и химическо равновесие. Както и строежа, структурата и химическите превръщания на веществата при различни външни условия. Изследва химическите явления с помощта на теоретични и експериментални методи на физиката. Някои от явленията, които изучава, например са пластична деформация, повърхностно напрежение и други.
Физикохимия се стреми да разреши следните проблеми:
- Физичните свойства на материалите (пластичност, еластичност, повърхностно напрежение на течности и други).
- Кинетика на химичната реакция
- Пренос на топлина между химическата система и нейната среда по време на фазова промяна или химическа реакция, наречена термохимия
- Брой на фазите, броят на компонентите и степента на дисперсия могат да бъдат съотнесени към изучаването на правилата за фазите
- Поведение на микроскопични системи, което се изучава от използващи квантовата механика (Въведение в квантовата механика)

## История на физикохимията
Началото на физикохимията е положено още през XVIII век. Терминът физикохимия е даден от Михаил Ломоносов, който през 1752 г. преподава в Санктпетербургския университет курс по истинска физикохимия (Курс истинной физической химии). В уводната част на тези лекции той дава такова определение: „Физическата химия е наука, която на основата на принципите и опитите на физиката следва да обясни причината на това, което се случва при химическите взаимодействия“ («Физическая химия — наука, которая должна на основании положений и опытов физических объяснить причину того, что происходит через химические операции»).
След това следва почти стогодишно прекъсване и едва през 1850 година с физикохимични изследвания започва да се занимава Дмитрий Менделеев. Следващият курс по физикохимия чете Николай Бекетов в Харковския университет през 1865 година. Модерната физикохимия се ражда в периода между 1860 и 1880 година с понятията химична термодинамика, електролити в разтвори и други. Важна стъпка в превръщането ѝ в модерна наука е публикацията през 1876 година на Уилард Гибс „За равновесието на хетерогенни вещества“ (On the Equilibrium of Heterogeneous Substances), която въвежда понятия като свободна енергия на Гибс, химичен потенциал и правило за фазите.
Първото специализирано издание за физикохимия е основано от Вилхелм Оствалд и Якоб Вант Хоф през 1887 г. Заедно със Сванте Август Арениус те стават водещи имена на физикохимията в края на XIX и началото на XX век. Всички те получават Нобелови награди в периода 1901 – 1909 година.
Развитието през следващите десетилетия включва прилагането на статистическата механика към химични системи и работа по колоиди и химия на повърхността, където Ървинг Лангмюир прави съществени приноси. Друга важна стъпка е развитието на квантовата механика в квантовата химия от 1930-те, където Лайнъс Полинг е едно от водещите имена. Теоретичните разработки вървят ръка за ръка с развитието на експерименталните методи, където използването на различни форми на спектроскопията, като например инфрачервена спектроскопия, микровълнова спектроскопия, електронно-спинов резонанс и ЯМР спектроскопия е едно от най-важните постижения на XX век.
По-нататъшно развитие в областта на физикохимията се дължи на открития в областта на ядрената химия, особено при отделянето на изотопи (преди и по време на Втората световна война), по-скорошните открития в астрохимията, както и развитието на изчислителни алгоритми в областта на практически всички физико-химични свойства, като: точка на кипене, критична точка, повърхностното напрежение, налягане на парите – повече от 20, които могат да бъдат точно изчислени от химичната структура, дори ако такава химична молекула все още не съществува.
В България може да се говори за школа по физикохимия от 1925 г. Иван Странски е първият доцент в Катедрата по физикохимия към Физикоматематическия факултет на Софийския университет. Катедрата по физикохимия става водещо научно звено по проблемите на кристалния растеж и фазообразуването. Катедрата се оглавява от Алексей Шелудко през 1960-те години. Той работи в областта на колоидната химия и физикохимията на тънките течни филми и течните повърхности.

## Разлика между физическата химия и химическа физика
Макар и двете науки имат подходи от химията и физиката, невинаги е възможно да се направи ясна граница между тези науки. Въпреки това, с разумна степен на точност, тази разлика може да се определи, както следва:
Изледването на химичните явления с модели и методи от физиката се различава от науката за физическите закони, управляващи строежа и превръщането на химическите вещества, тоест химическата физика, която се изучава още в училище.

## Физико-химичен анализ
Физикохимичният анализ е набор от методи за анализ на физикохимичните системи чрез конструиране и геометричен анализ на диаграми на състоянието и диаграми на свойствата на състава. Този метод дава възможност да се открие съществуването на (вкл. органични) съединения, чието съществуване не може да бъде потвърдено от други методи за анализ. Първоначално изследванията в областта на физикохимичния анализ са фокусирани върху изучаването на зависимостите на температурите при фазовите преходи от състава. В края на 19 – 20 век Н. С. Курнаков посочва, че всяко физическо свойство на системата е функция на състава и за изследване на фазовото състояние може да се използва електропроводимост, вискозитет, повърхностно напрежение, топлинен капацитет, оптични свойства (индекс на пречупване), еластичност и други физични свойства. По-късно се възприемат ранкинги, съответстващи на други коефициенти свързани с Обща теория на относителността, или определяне скоростта на трансформациите, възникващи в системата, нейната зависимост от състава на системата и стойностите на плътност, вискозитет и твърдост.

## Основни понятия
Основните понятия на физикохимия са начините, по които се прилага чистата физика за решаване на химични проблеми.
Една от ключовите концепции в областта на химията е, че всички химични съединения могат да бъдат описани като групи от атоми, свързани помежду си и химичните реакции, които могат да бъдат описани като нарушаване на тези връзки. Предсказването на свойствата на химичните съединения от описанието на техните атоми и връзките помежду им е една от основните цели на физикохимията. За да се опишат точно атомите и връзките, е необходимо да се знае както къде са ядрата на атомите, така и как са разпределени електроните около тях. Квантовата химия, която е подраздел на физикохимията, се занимава с прилагането на квантовата механика към химични проблеми и предоставя инструментите за определяне на силата, формата и естеството на връзките, как ядрата се движат и как светлината може да се поглъща или излъчва от едно химично съединение. Спектроскопия също е подраздел на физикохимията, която описва предимно взаимодействието на електромагнитната радиация с материята.
Друг набор от важни въпроси в областта на химията е какви реакции могат да се случат спонтанно и кои свойства са възможни за дадена химична смес, колко може една реакция да продължи, или колко енергия може да се превърне в работа в двигател с вътрешно горене и който осигурява връзката между различни свойства, като например коефициент на топлинно разширение и промяна на скоростта на ентропията с налягането на газ или течност. В ограничена степен, квази-равновесната и неравновесната термодинамика може да опише необратимите процеси и промени. Класическата термодинамика се занимава със системи в равновесие и обратими промени, а не с това, което действително се случва, или колко бързо, далече от равновесие.
Какви реакции се случват и колко бързо е предмет на химичната кинетика, друг клон на физикохимията. Основната идея в химическата кинетика е, че за реагентите да реагират и формират продукти, повечето химични видове трябва да преминат през преходни състояния с по-високи енергии, отколкото на реагентите или продуктите и служат като бариера за реакцията. Като цяло, колкото е по-висока бариерата, толкова по-бавна е реакцията. Втората е, че повечето химични реакции се появяват като последователност от елементарни реакции, всяка със своето преходно състояние. Ключови въпроси при кинетиката включват как скоростта на реакцията зависи от температурата и концентрациите на реагентите и катализаторите, както и как може да се оптимизира скоростта на реакцията и условията на реакцията.
Друго ключово понятие в областта на физикохимията е, че всичко случващо се в смес от милиони или милиарди частици, често може да бъде описано само с няколко променливи, като например налягане, температура и концентрация. Точните причини за това са описани в статистическата механика, специалност в рамките на физикохимията, която се споделя и с физиката. Статистическата механика също така предлага начини да се предскажат свойствата, които виждаме във всекидневния живот от молекулярните свойства, без да се разчита на емпирични корелации, базирани на химически прилики.

## Раздели на физикохимията
Физикохимията е теоретичната основа на химията и включва раздели от квантовата механика, статистическата физика и термодинамика, нелинейната динамика, теорията на полето и др. За раздели на физикохимията се считат електрохимията, квантовата химия и фотохимията, колоидната химия, физикохимия на полимерите и др.

## Виж още
- Теоретична химия
- Физикохимия на повърхностите
- Ядрена безопасност
- Ядрена химия